# Braunschwende
Braunschwende ist ein Ortsteil der Stadt Mansfeld im Landkreis Mansfeld-Südharz in Sachsen-Anhalt, Deutschland.

## Geografie
Das Dorf liegt am östlichen Harzrand ca. 25 km nördlich von Sangerhausen.

## Geschichte
Am 27. Dezember 1370 wird der Ort erstmals als Brunswende in einer von Friedrich von Hackeborn ausgestellten Urkunde erwähnt. Der Ort lag im Amt Rammelburg.
Um Braunschwende lagen im Mittelalter weitere Dörfer, die jedoch später untergegangen sind und heute nur noch als Wüstungen gelten. Darunter zählen u. a das ca. einen Kilometer westlich gelegene Allrode, das nördlich gelegene Rodersdorf und das zwischen Braunschwende und Hermerode gelegene Angerode.
In den Jahren 1546 und 1547 ließ Graf Albrecht VII. von Mansfeld östlich von Braunschwende die Renaissancefestung Neues Schloss errichten. Der Bau musste jedoch aufgrund kriegerischer Auseinandersetzungen abgebrochen werden und wurde nicht wieder aufgenommen.
Am 6. März 2009 wurde Braunschwende nach Mansfeld eingemeindet.

## Politik

### Bürgermeister
Der Ortsbürgermeister ist Holger Polte.

### Wappen
Das Wappen wurde vom Heraldiker Lutz Döring gestaltet.

## Bauwerke

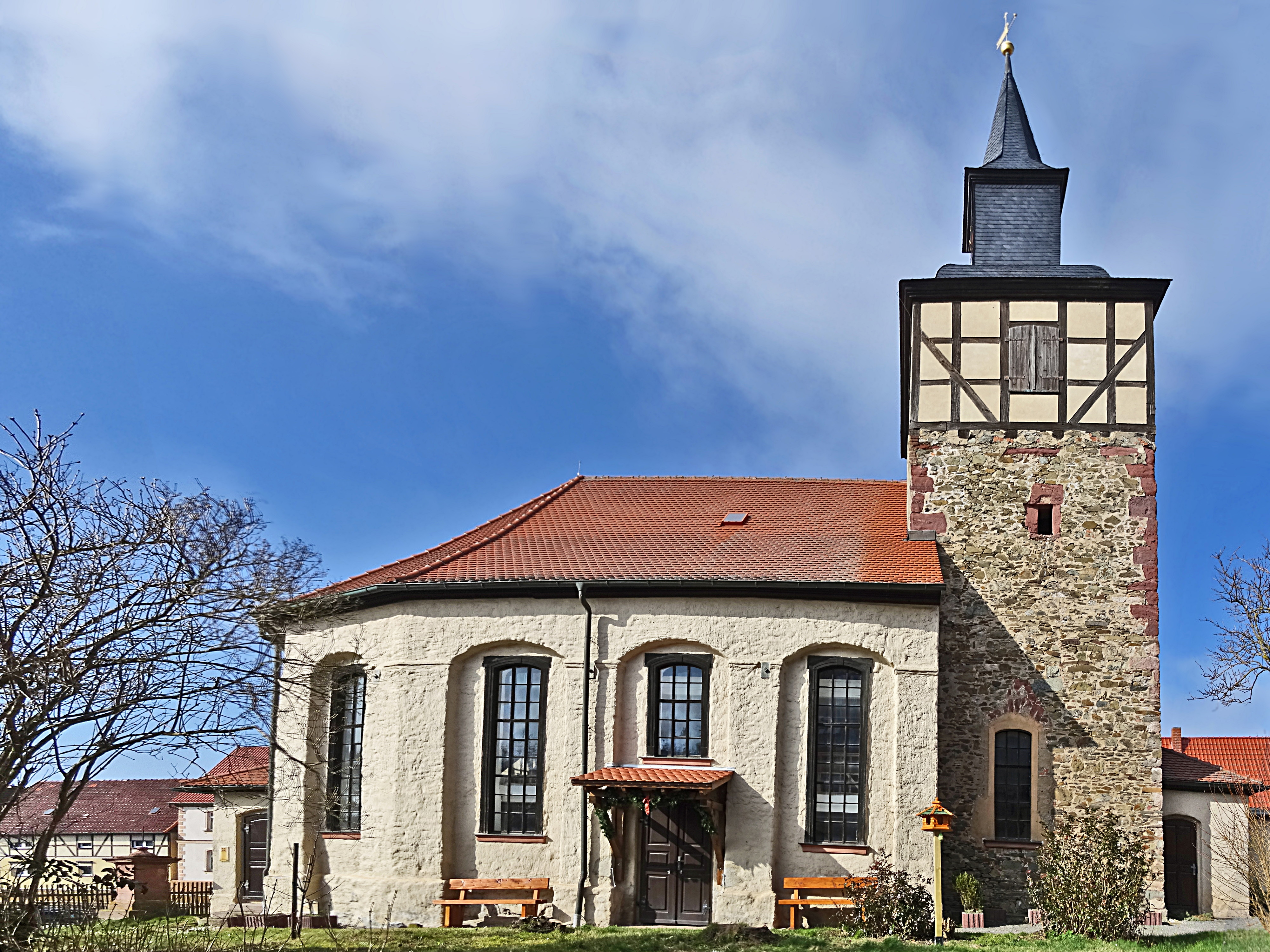
St. Maria-Magdalena

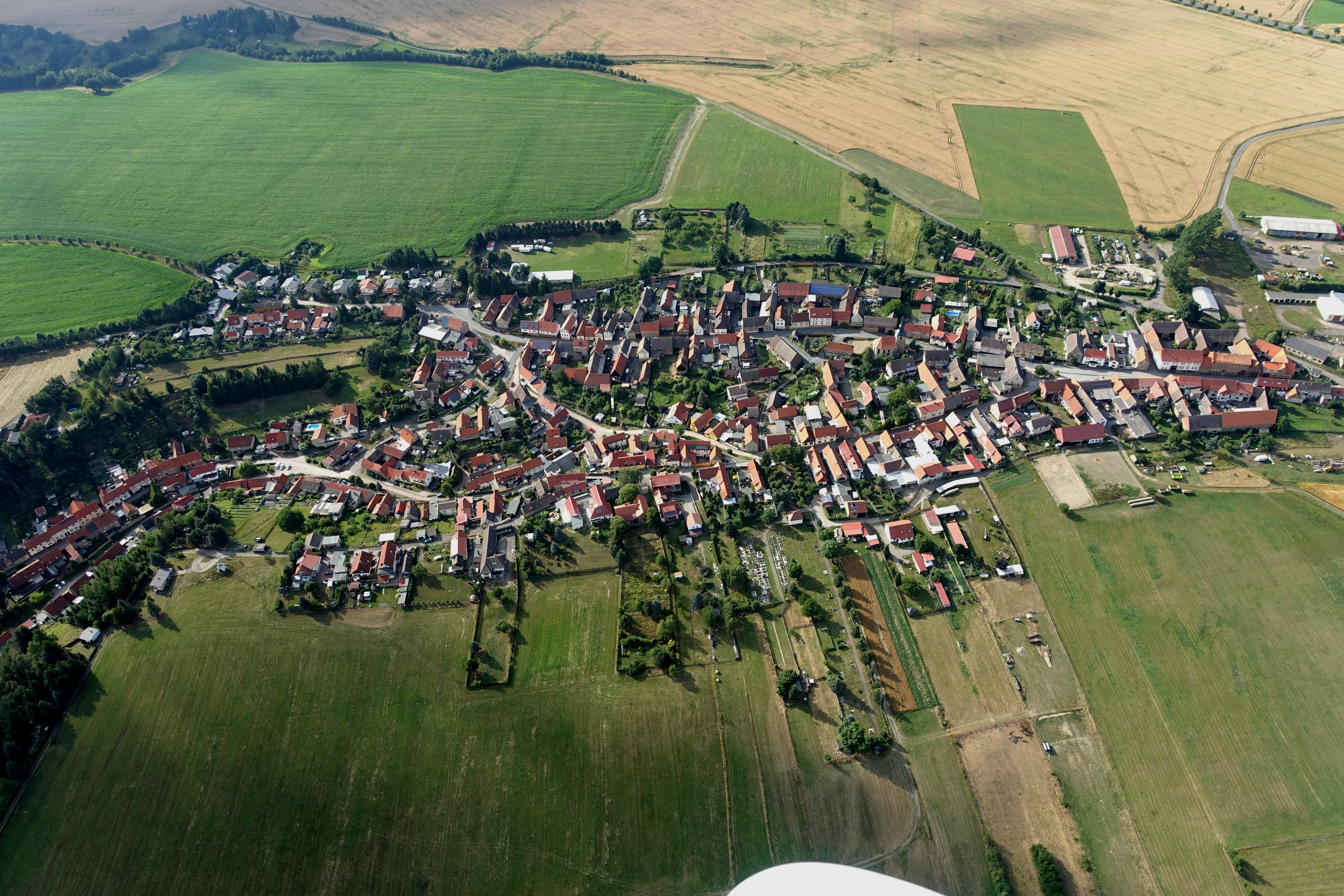
Luftaufnahme des Ortes (2017)

Die Kirche Maria Magdalena wurde in den Jahren 1781–1796 im barocken Stil gebaut und im Januar 1787 geweiht.

## Regelmäßige Veranstaltungen
- Am 2. Wochenende im Juli wird jedes Jahr das Dorffest veranstaltet.
- Am 1. Juni wird jedes Jahr das Kinderfest gefeiert.
- Im August wird jedes Jahr ein Rentnergeburtstag durchgeführt.
- Im Dezember jeden Jahres werden alle Rentner zur Weihnachtsfeier eingeladen.

## Verschiedenes (Trivia)
Braunschwende wird durch den Volksmund im Mansfeldischen auch Pasching bezeichnet. Die Bewohner heißen Paschinger oder Paßladen
. Woher diese Bezeichnung rührt, ist nicht bekannt.